# Gerardo Morán
Gerardo Morán (Caluma, Bolívar, 1968. december 2. –) ecuadori énekes, más néven El Más Querido (A Legkedveltebb). Dalaiban leginkább a tecnocumbia zenei stílust alkalmazza. Az énekesi karrierje mellett rövid ideig politikai tisztséget is vállalt Bolivar tartományban képviselőként.

## Életrajz
1968 december 2-án született San Pablo de Pita településen, Caluma kantonban, Bolívar, Ecuadorban. Korán megtanult gitározni, és 8 évesen amatőr versenyeken kezdett énekelni.

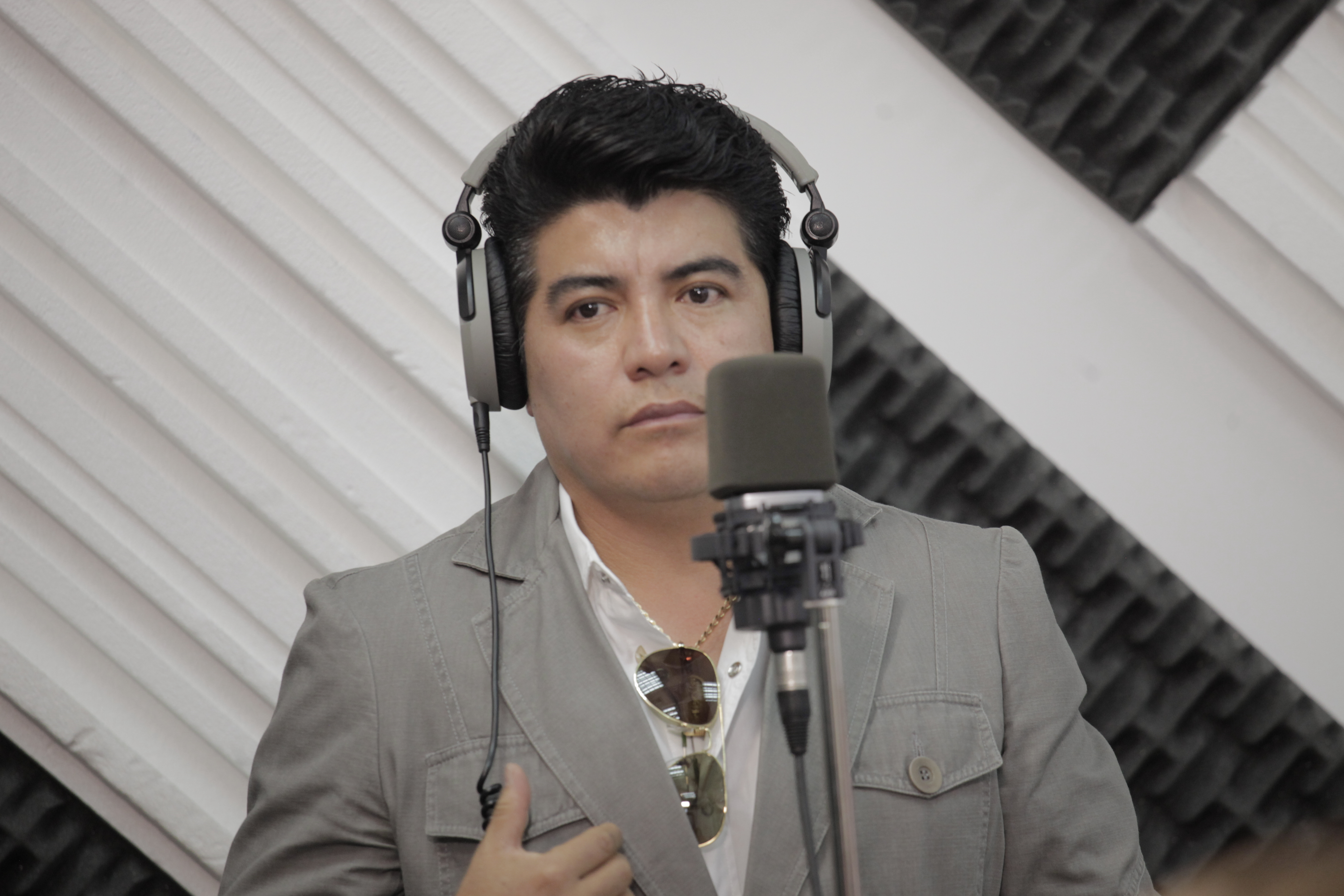
Gerardo Morán 2016-ban

### Zenei karrier
Professzionális karrierje 1985-ben kezdődött, 17 évesen. Ekkor adta ki első albumát olyan dalokkal, mint a 17 años (17 év) és a Hay que saber amar (Szeretni tudni kell),amellyel nagy sikert aratott.
1987-es lemezét zenegép kíséretében adta elő, de ez az előzőnél kevésbé volt sikeres. 
2000-ben indította útjára következő lemezprodukcióját, amellyel hatalmas hírnévre tett szert, Ezen az albumon találhatóak a legismertebb slágerei, mint az En vida. Ennek a sikernek köszönheti az El Más Querido de Ecuador becenevet is, amely dalaiban is visszaköszön.
2013-ban együtt énekelt Jesús Fichamba énekessel Machala városában, a Plaza Colón felavatási ünnepségén.
2014-ben megjelentette Linda Guambra, Adiós és Negra del Alma című dalait, valamint közös fellépéseket vállalt Romeo Santosszal és Américóval.

### Politikai szerepvállalás
A 2009-2013 közötti időszakban Bolívar tartományban választott képviselő volt.

### Magánélet
Nős, négy gyermeke van. Két lány (Jéssica Dayana és Kerly Estefanía), valamint ikerfiúk (Jahir Gerardo és Joshua Gerardo) édesapja.
2015-ben jogvitába keveredett Jenny Paoly Romero énekesnővel, aki azt állította, hogy Gerardo szeretője volt, és ennek a románcnak köszönhetően ikrei születtek, akik közül az egyik lánya születéskor meghalt.

## Népszerűség
2016-ban egy ecuadori tévécsatorna, az Ecuavisa minisorozatot készített El más querido néven, amelyet Gerardo Morán élete inspirált. A sorozat az énekes zene pályafutásának kezdetével és az akkori szerelmi ügyeivel foglalkozik, a főszerepben pedig  Santiago Carpio színész játszik.